# Toyota Ist
Der Toyota Ist ist ein Kleinwagen des japanischen Automobilherstellers Toyota, der zwischen 2002 und 2016 vertrieben wurde. In Japan wurde die erste Generation durch Toyota als Ist, in den USA wurde derselbe PKW dagegen in der ersten Generation als Scion xA vertrieben. Er basiert auf dem Toyota Yaris. Die zweite Generation wurde in Japan wiederum als Toyota Ist und in den USA nun als Scion xD vermarktet. Zwischen 2009 und 2014 wurde diese Generation auch in Europa als Toyota Urban Cruiser angeboten. Die wichtigsten Konkurrenten in Japan waren der Honda Fit und der Nissan March.

## Erste Generation (2002–2007)
Auf der Grundlage der ersten Generation des Toyota Yaris Schrägheck teilte sich die erste Generation eine Plattform mit dem Toyota Platz. Der Ist wurde darauf mit einem Crossover-SUV Design entwickelt und bot die Flexibilität von größeren SUVs, jedoch mit dem Vorteil eines geringeren Kraftstoffverbrauchs. 2001 wurde er erstmals auf der Tokyo Auto Show vorgestellt und 2002 begann die Produktion. Bei seiner Einführung wurden 42.000 Exemplare in Japan vorbestellt. Toyota hatte zunächst auch die Installation eines Turboladers geplant, doch die Pläne wurden nicht verwirklicht.

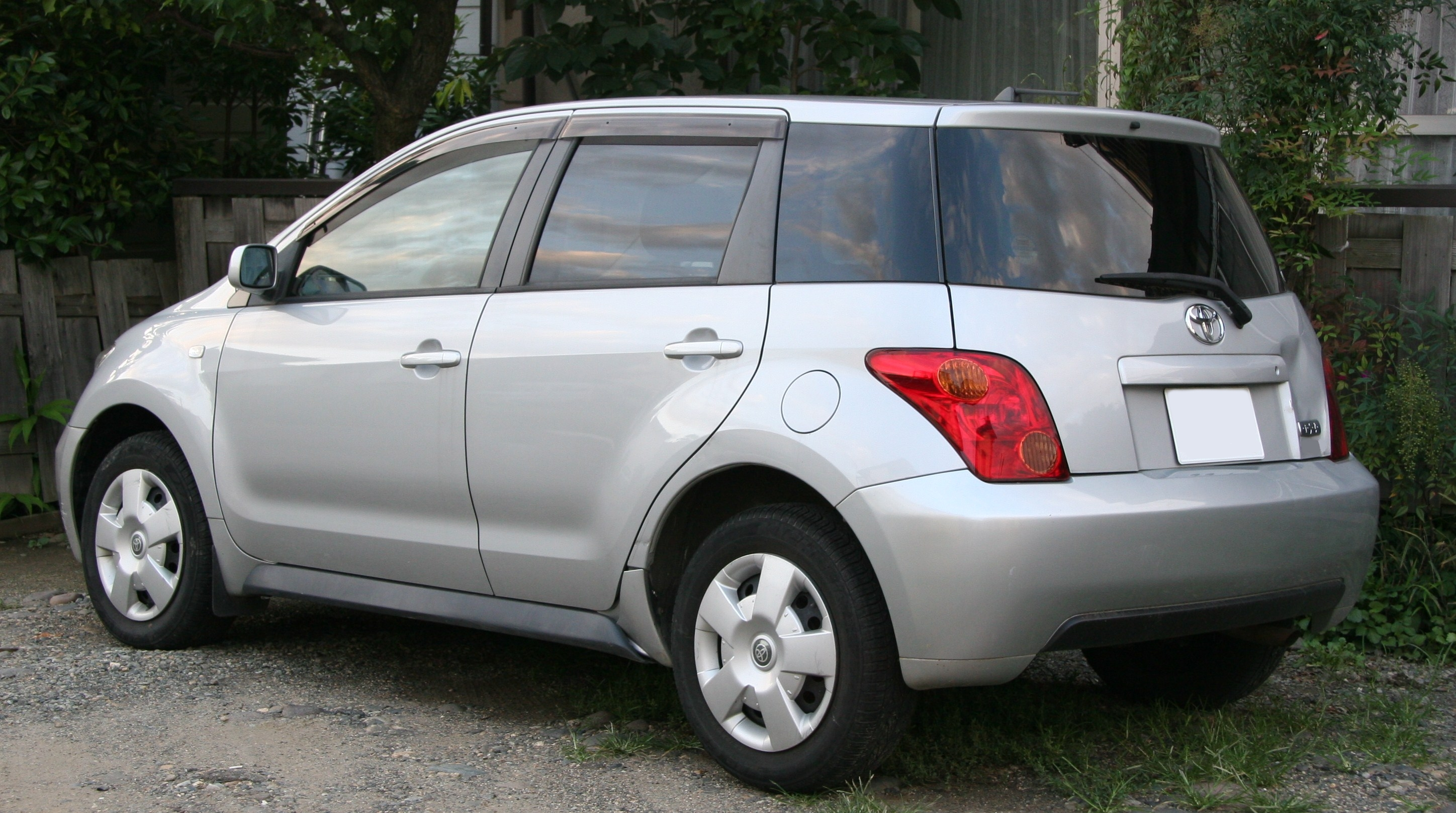
Heckansicht

## Zweite Generation (2007–2016)
Die zweite Generation, die auf dem Toyota Yaris zweiter Generation basiert, kam 2007 weiterhin nur auf den japanischen Markt. Auf dem amerikanischen Markt wurde der Scion xA durch den xD ersetzt. Dieser unterscheidet sich an der Front deutlicher vom Ist. Die zweite Generation wuchs in der Länge und Breite, wurde jedoch flacher. In Deutschland wurde er zwischen 2009 und 2014 als Toyota Urban Cruiser vermarktet.

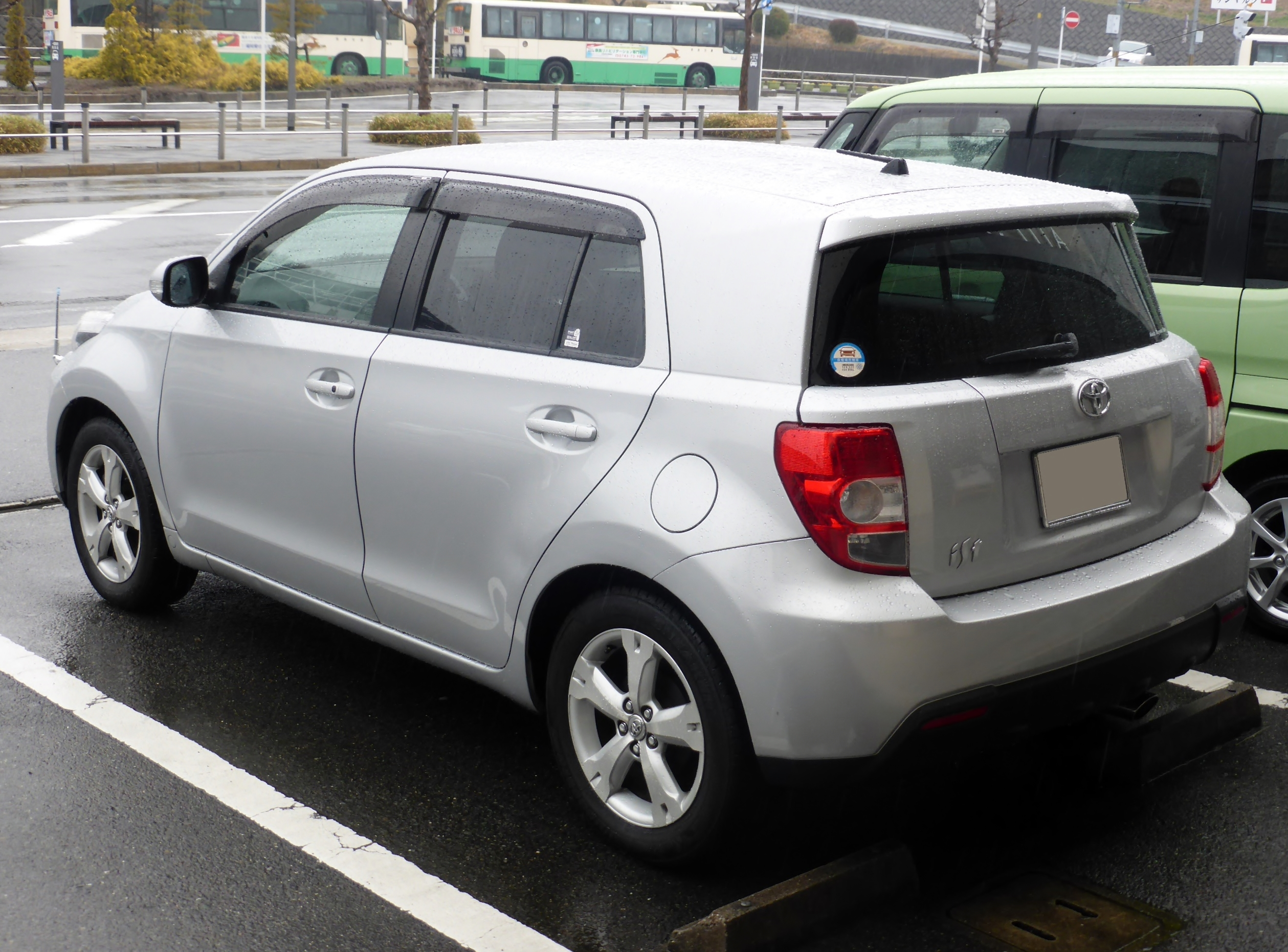
Heckansicht